# Magic Knight Rayearth (Saturn)
Magic Knight Rayearth (魔法騎士レイアース?, Majikku Naito Reiāsu) è un videogioco action RPG distribuito per Sega Saturn e basato sull'anime Magic Knight Rayearth. Il videogioco è stato pubblicato in Giappone dalla SEGA e negli Stati Uniti dalla ormai estinta Working Designs. Magic Knight Rayearth è stato l'ultimo videogioco distribuito negli Stati Uniti per Saturn.
Il videogioco segue fedelmente la trama della prima stagione dell'anime.

## Modalità di gioco
Per tutto il videogioco, il giocatore controlla un gruppo di tre personaggi, benché durante gli scontri possa essere utilizzato un solo personaggio per volta, con gli altri due personaggi alle spalle del personaggio giocante. Gli altri due personaggi sono anche immuni agli attacchi del nemico finché sono "inattivi", ma possono essere richiamati in gioco dal giocatore in ogni momento, sostituendo l'uno con l'altro nella fase di combattimento.
Magic Knight Rayearth presenta anche molti elementi tipici dei videogiochi di ruolo. A differenza però degli altri giochi del medesimo genere, il passaggio da un livello ad un altro e l'acquisizione di nuovi incantesimi avvengono quando si va avanti in determinate fasi del gioco, quindi indipendentemente dagli effettivi sviluppi del personaggio. L'unica eccezione è rappresentata dagli incantesimi per la massima energia ed i punti magici, che si acquisiscono attraverso oggetti speciali. Questo sistema di gioco è simile a quello del primo videogioco di ruolo per il Saturn Virtual Hydlide, con l'importante differenza che le armi e le armature in Magic Knight Rayearth progrediscono come parte di un generico avanzare nei livelli di gioco, e non esistono come elementi di gioco indipendenti.
Come nell'anime e nel manga Hikaru utilizza una spada, mentre Umi usa un fioretto e Fu arco e frecce.